# Heinrich Hentzi

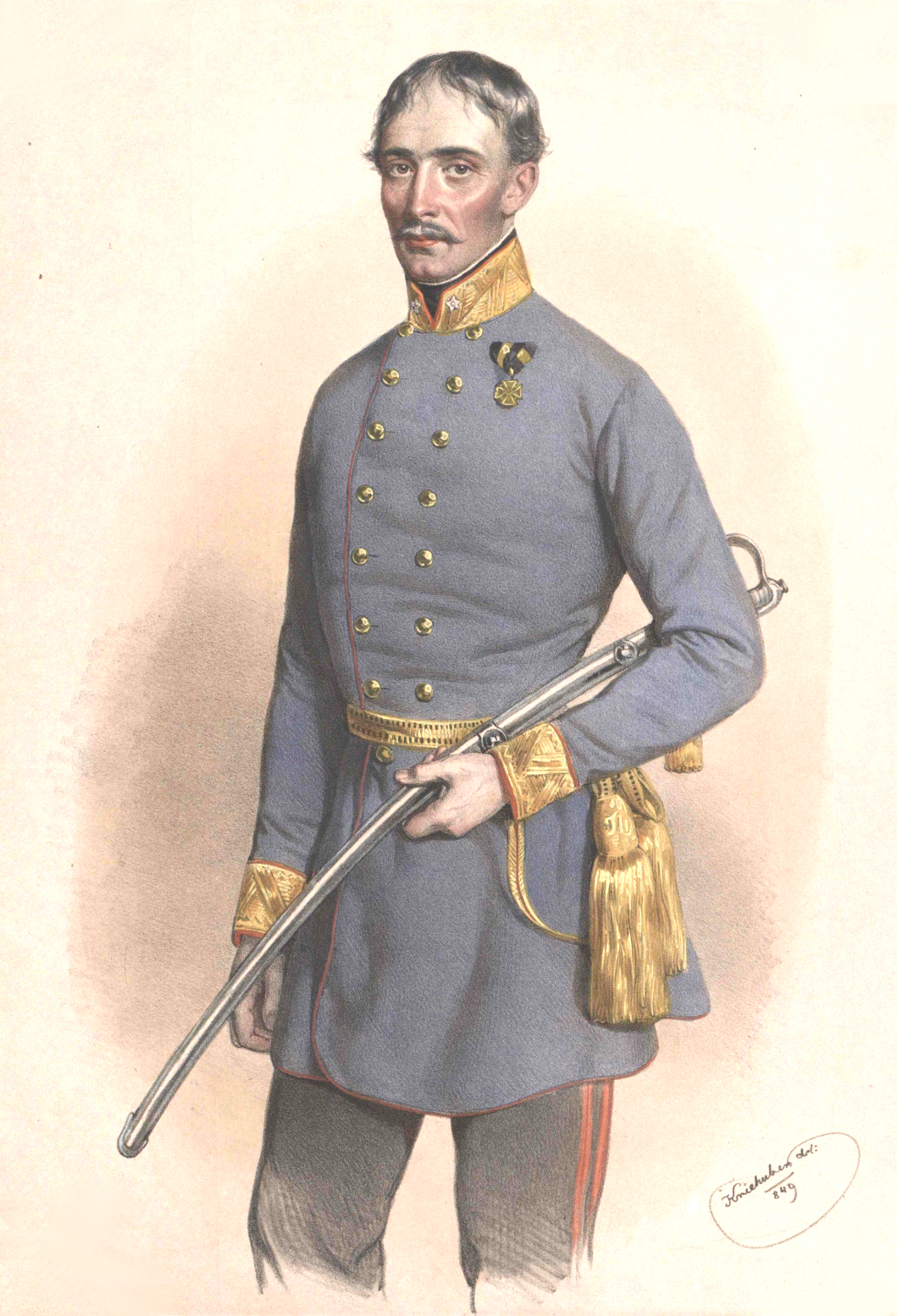
Heinrich Hentzi, litografi av Joseph Kriehuber.

Heinrich Hentzi von Arthurm, född den 24 oktober 1785 i Debrecen, död den 22 maj 1849 i Ofen, var en österrikisk general. 
Hentzi deltog med utmärkelse i krigen mot Napoleon 1805, 1809, 1813 och 1814. Senare tjänstgjorde han vid olika fästningar, blev 1841 ingenjöröverste och avancerade någon tid därefter till generalmajor. År 1848 anställdes han som kommendant i fästningen Peterwardein, vid vars fall han som krigsfånge fördes till Ofen. Vid denna stads intagande av de kejserliga trupperna återvann han sin frihet och utnämndes vid den kejserliga härens återtåg av general Windischgrätz till kommendant i staden. Han avslog med bestämdhet Görgeys uppmaning att överlämna fästningen, motstod 20 stormningsförsök med sina 5 000 man mot belägrarnas 30 000 och sårades dödligt vid stadens intagande den 21 maj 1849.